# Hebe affinis
Hebe affinis é uma espécie de planta do gênero Hebe.